# 花式奔跑
花式奔跑是一項融合了竞技和杂技的项目，花式奔跑既可以被视为一项体育运动，也可以被视为一门表演艺术，或者两者兼而有之。花式奔跑与跑酷类似，但花式奔跑更强调艺术性而不是速度。花式奔跑跑者要用新奇的方式或動作越過障碍物，而且這些動作可能與体操、Tricking或地板舞中的某些動作類似。